# Donnerstag (Auto)
Donnerstag ist ein Pkw-Prototyp von 1962/63. Wesentlich daran beteiligt waren Fritz Donnerstag als Eigentümer eines einzelkaufmännisch geführten Karosseriebauunternehmens in Frankfurt am Main und Fritz Meißnest, der als Ideengeber gilt. Je nach Quelle und Projektfortschritt wurde das Fahrzeug auch als DoMe (Verkürzung von Donnerstag-Meißnest), als DoMe 15 (wegen des Motors mit 1500 cm³ Hubraum), als Meißnest Roadster und als Condor GT bekannt.

## Beschreibung
Das Fahrzeug wurde Anfang der 1960er-Jahre gefertigt und öffentlich präsentiert. Danach boten es Donnerstag und Meißnest zur Kleinserienfertigung an. Besonderheiten waren die ungewöhnlich lange, flache und glattflächige Karosserie im Pontonstil und das Verdeck des viersitzigen Cabriolets auf Volkswagen-Basis, das anders als bei VW vollständig flach hinter den Rücksitzen zusammengelegt werden konnte; ungewöhnlich waren ferner die Verwendung von Komponenten des neuen VW Typ 3 einschließlich des Flachmotors sowie die Nutzung von Kunststoff als Karosseriematerial statt Stahlblech oder Leichtmetall.

## Technik
Fritz Meißnest begann das Projekt im Sommer 1961. Er wollte eine viersitzige Luxusversion des Karmann Ghia schaffen. Für das Projekt kaufte er einen neuen VW 1500. Nachdem er die Karosserie abgenommen hatte, nahm er Kontakt mit dem befreundeten Karosseriebauer Fritz Donnerstag auf. Gemeinsam tischlerten beide die Positivform der Karosserie aus Holz, darüber laminierten sie die Karosseriehaut aus feinen Kunststoffmatten und Harz im Handauflegeverfahren. Ein Gitterrohrrahmen wurde geschweißt und die zweiteilige Karosserie zusammengefügt. Die Arbeit mit einer Positivform brachte es mit sich, dass die endgültige Karosserie zunächst nur auf der Innenseite glatt war und die Außenseite noch aufwendig geglättet werden musste. Bis dahin war mehr als ein Jahr vergangen. Die lange, tief heruntergezogene Wagenfront zeigte mit vertieft eingebauten Scheinwerfern entfernte Ähnlichkeiten mit dem Jaguar E-Type, auf die Verkleidung der Lampen mit Plexiglas-Halbschalen wurde indessen verzichtet. Von der Seite sind Anleihen an den Karmann Ghia erkennbar. Von hinten erinnert der Wagen an andere italienische Vorbilder. Die Windschutzscheibe stammte von einem Mercedes-Benz 190 SL. Die Türgriffe wurden von einem Volkswagen entlehnt. Die Richtungsanzeiger kamen vom Mercedes-Benz 220 S Ponton. Wieder andere Komponenten stammten vom Auto Union 1000. Fahrer und Beifahrer saßen auf den eher spartanisch wirkenden Sitzen eines Fiat 500. Die runden Rückleuchten stammten ursprünglich von einem Ford 17 M (P3). Das fertige Fahrzeug, im rennsportlichen Stil ohne Stoßstangen, war 4,60 Meter lang, wog leer 800 Kilogramm und wurde erstmals am 1. November 1962 öffentlich präsentiert. Damit war der Wagen rund 30 Zentimeter länger und mehr als 100 Kilogramm leichter als der VW Karmann-Ghia 1500 (Typ 34), der ab März 1962 ausschließlich als Coupé in Serie hergestellt wurde. Eine andere Quelle gibt 455 cm Länge, 160 cm Breite und 158 cm Höhe an.

## Versuch der Vermarktung
Fritz Meißnest führte den Roadster 1963 beim TÜV vor und bot den von ihm initiierten Sportwagen mehreren Automobilherstellern, letztlich erfolglos, zur Fertigung an. Der Plan, für die Vermarktung des zuletzt als „Condor GT“ angepriesenen Roadsters die Condor Car GmbH zu gründen, musste kurzfristig fallen gelassen werden. Rund 30.000 Mark setzte Fritz Meißnest für das Projekt ein, was ihn finanziell ruinierte, sodass er sich enttäuscht aus dem Automobilgeschäft zurückzog. Mitursächlich waren weit gediehene Pläne von Volkswagen, eine eigene, preisgünstigere Cabrioletversion des Karmann-Ghia 1500 S (Typ 34) bei Karmann in Osnabrück in Serie produzieren zu lassen.

## Das Fahrzeug heute
Das Fahrzeug war im Sommer 1963 zugelassen. Danach stand es jahrelang in einer Garage, wo es beschädigt und einiger Teile beraubt wurde. 1976 übernahmen es die Großneffen Edmund und Klaus Meißnest. Sie planten die Restaurierung. Sie montierten eckige Rückleuchten vom Simca 1000 und änderten die Elektrik von 6 Volt auf 12 Volt. Viel mehr schafften sie aus Zeitgründen nicht. 1977 landete das Fahrzeug in einer Scheune. Etwa 1987 erwarb ihr Bruder Mario Meißnest das Fahrzeug. Er restaurierte es bis zum Sommer 1990. Dabei montierte er runde Rückleuchten vom BMW 02. Bei der Vollabnahme verlangte der TÜV ein Typenschild und das Einschlagen einer Fahrgestellnummer. Seitdem wird der Wagen vereinzelt bei Oldtimer-Veranstaltungen gezeigt.
Das Fahrzeug ist in einem vierseitigen Bericht in der Zeitschrift Oldtimer Praxis, Ausgabe 5/1993 beschrieben.
Und ein weiteres Mal ist ihm ein sechsseitiger Artikel in der Classic Cars Ausgabe 7/2021 gewidmet.